# 渡辺襄
渡辺 襄（わたなべ のぼる、1926年5月6日 - 2007年6月16日）は、毎日新聞社社長。

## 経歴
広島県福山市出身。1949年東京大学法学部卒。同年毎日新聞社に入社。政治部記者になり、政治部副部長、論説委員、論説主幹などを務め、1983年に取締役に就いた。1986年専務兼主筆、翌1987年に社長に就任した。1992年には相談役となり、1996年から顧問となった。また、1988年から2001年まで横綱審議委員を務めた。